# Ćanakja Kautilja
Ćanakja Kautilja (hindi चाणक्य) – żyjący w IV wieku p.n.e. indyjski filozof, teoretyk wojny i minister na dworze Ćandragupty Maurji. Tradycyjnie przypisuje mu się autorstwo Arthaśastry - traktatu, w którym zawarł swój ówczesny dorobek w zakresie myśli politycznej oraz teorii wojny i dyplomacji.